# Список серій аніме «Тільки я візьму новий рівень»
«Тільки я візьму новий рівень» — аніме-серіал, заснований на однойменному південнокорейському романі Чхугонга. Виробництвом займається студія A-1 Pictures, режисером виступає Сюнсуке Накасіґе, сценарій написаний Нобору Кімураю, дизайн персонажів розроблений Томоко Судо, а музичний супровід створений Хіроюкі Савано. Прем'єра першого сезону спочатку була запланована на 2023 рік, однак згодом її перенесли і він транслювався з 7 січня по 31 березня 2024 року на каналі Tokyo MX та інших платформах. Попередній показ першого епізоду відбувся у грудні 2023 року в Токіо, Сеулі, Лос-Анджелесі, Індії та країнах Європи.
Crunchyroll отримав ліцензію на показ серіалу за межами Азії. Medialink ліцензував серіал у Південно-Східній Азії та Океанії (за винятком Австралії та Нової Зеландії).
Після трансляції фінального епізоду першого сезону було оголошено про другий сезон під назвою «Solo Leveling: Arise from the Shadow». Його прем'єра відбулася 5 січня 2025 року. З 29 листопада по 12 грудня 2024 року в Японії демонструвався компіляційний фільм першого сезону під назвою «Solo Leveling: ReAwakening», разом із першими двома епізодами другого сезону. Crunchyroll отримав права на показ цього фільму в Північній Америці та окремих міжнародних регіонах і почав його показ у США та Канаді з 6 грудня 2024 року.

## Огляд серій
| Сезон | Епізоди | Епізоди | Оригінальний показ | Оригінальний показ |
| Сезон | Епізоди | Епізоди | Перший показ       | Останній показ     |
| ----- | ------- | ------- | ------------------ | ------------------ |
| 1     | 12      | 12      | 7 січня 2024       | 31 березня 2024    |
| 2     | 13      | 13      | 5 січня 2025       | 30 березня 2025    |

## Епізоди

### Сезон 1
| № серії (загалом) | № серії (в сезоні) | Назва серії                                        | Режисер(и)                 | Сценарист(и)       | Режисер(и) анімації                | Оригінальна дата показу |
| --- | ------------------ | -------------------------------------------------- | -------------------------- | ------------------ | ---------------------------------- | ----------------------- |
| 1 | 1                  | «Я звик до цього»                                  | Шунсуке Накашіге           | Нобору Кімура      | Шунсуке Накашіге і Хіротака Токуда | 7 січня 2024            |
| Сонг Джіну, якого вважають найслабшим мисливцем у світі, входить у підземелля разом із другом Лі Джу-Хі та іншими сильнішими мисливцями. Після вбивства боса ворота не зникають, а натомість відкривають друге підземелля, пов’язане з першим. Група розділяється в думках щодо подальшого просування і вирішальний голос Джіну відправляє їх у другу частину подвійного підземелля. Усередині вони знаходять порожню залу, заповнену статуями, які несподівано оживають і починають масово вбивати мисливців. |                    |                                                    |                            |                    |                                    |                         |
| 2 | 2                  | «Якби в мене був ще один шанс»                     | Юя Хоріучі                 | Фука Ішії          | Юя Хоріучі                         | 14 січня 2024           |
| Джіну розуміє, що в цьому підземеллі є певні правила виживання серед статуй: спершу «шанувати Бога», потім «хвалити Бога», а наостанок «довести свою віру в Бога». Поки Джіну та старший мисливець Сон Чі-Юль поступово розшифровують ці правила, кілька мисливців гинуть. Нарешті залишаються лише Чі-Юль, Джу-Хі (яка втратила свідомість від стресу) та Джіну. Джіну наказує Чі-Юлю забрати Джу-Хі та тікати, поки він сам утримує двері. Залишившись один, він шаленіє від розуміння власної неминучої смерті. Однак у момент смерті отримує повідомлення, що завершив прихований квест і може стати [Гравцем], якщо прийме пропозицію. |                    |                                                    |                            |                    |                                    |                         |
| 3 | 3                  | «Це схоже на гру»                                  | Такаюкі Кікучі             | Шінґо Іріє         | Такаюкі Кікучі                     | 21 січня 2024           |
| Джіну прокидається після трьох днів сну, спочатку думаючи, що події в подвійного підземеллі йому лише наснилися. Однак слідчі з Асоціації мисливців підтверджують, що все сталося насправді: Джу-Хі отримала психологічну травму, а Чі-Юль, втративши руку, планує піти у відставку. Вони перевіряють, чи не пережив Джіну рідкісне «друге пробудження», яке могло б підвищити його здібності, але тест дає негативний результат. Джіну знаходить повідомлення, подібне до того, що проголосило його Гравцем. Воно містить щоденні завдання та покарання за їх невиконання. Пропустивши перший день і ледь не загинувши, коли його відправили на штрафний квест, Джіну починає виконувати завдання. Він отримує бонуси до характеристик і лутбокси, один із яких містить особливий предмет — ключ до інстанс-підземелля. Увійшовши туди, він стикається з вовком-монстром, сильнішим за будь-якого ворога, з яким він бився раніше. |                    |                                                    |                            |                    |                                    |                         |
| 4 | 4                  | «Мені потрібно стати сильнішим»                    | Тору Хамазакі              | Шінґо Іріє         | Ікуро Морімото і Йошіхіро Канно    | 28 січня 2024           |
| Джіну успішно вбиває вовка та отримує рівень. Коли з’являється ще більше монстрів, він продовжує зачистку підземелля, поступово стаючи сильнішим, поки не перемагає його боса. Тим часом у реальному світі відбувається прорив підземелля — монстри виходять назовні через невчасно зачищене підземелля. Голе́м виривається в реальний світ, а прибулі мисливці, серед яких Джу-Хі, що страждає від ПТСР, не можуть завдати йому шкоди. Вийшовши з інстансу, Джіну одразу ж прямує на поле бою та кидає свій зламаний меч у бос-голе́ма, пробиваючи його захист і даючи іншим мисливцям шанс знищити його. Пішовши з місця бою, Джіну замислюється, що голеем, схоже, був поранений сильніше, ніж він очікував. |                    |                                                    |                            |                    |                                    |                         |
| 5 | 5                  | «Непогана угода»                                   | Макіко Хаясе               | Норіміцу Кайхо     | Макіко Хаясе                       | 4 лютого 2024           |
| Джіну приєднується до C-рангового мисливця Хван Донсока та його п’ятьох спільників у тимчасову групу для зачищення C-рангового підземелля з комахами. Контракт передбачає, що Джіну не мусить битися, але й не отримає трофеїв. Однак він починає підозрювати Донсока в нечесних намірах. Останнім, хто доповнює групу до необхідних восьми учасників, стає D-ранговий Ю Джін-Хо, який уперше бере участь у рейді. Завдяки багатій сім’ї він оснащений надзвичайно дорогим і потужним спорядженням. Після перемоги над хвилею мурашиних монстрів група знаходить боса підземелля — велетенського сплячого павука в залі, наповненій цінними манокристалами. Джін-Хо перевіряє контракт Джіну та зазначає, що оскільки кристали не є бойовими трофеями, йому належить повноцінна частка. У відповідь Донсок і його люди реалізують свій план: вони вирішують привласнити все, замкнувши Джіну та Джін-Хо в кімнаті з босом, водночас пробудивши павука. Джіну готується вбити боса підземелля.                                                       |                    |                                                    |                            |                    |                                    |                         |
| 6 | 6                  | «Справжнє полювання починається»                   | Такаші Сакума              | Норіміцу Кайхо     | Такаші Сакума і Йошіхіро Канно     | 11 лютого 2024          |
| Джіну успішно перемагає боса, чим шокує Джін-Хо. Коли Донсок і його група повертаються до кімнати боса, він намагається змусити Джін-Хо вбити Джіну, але той відмовляється. Джіну отримує новий квест — знищити групу Донсока під загрозою смерті, після чого влаштовує їм різанину. Вийшовши з підземелля разом із Джін-Хо, він прикривається історією, що решта загинули від рук монстрів. |                    |                                                    |                            |                    |                                    |                         |
| 7 | 7                  | «Давай подивимося, наскільки далеко я зможу зайти» | Юя Хоріучі                 | Шіґеру Муракоші    | Юя Хоріучі                         | 18 лютого 2024          |
| Джін-Хо пропонує Джіну будівлю в обмін на допомогу у виконанні вимог для сертифікації гільдії, але Джіну відмовляється. Він помічає, що його щоденна місія продовжує накопичуватися навіть після виконання вимог. Досягнувши максимуму, він отримує ще один ключ до інстансу — цього разу до S-рангового підземелля, де можна знайти особливе зілля, здатне вилікувати будь-яку хворобу. Усвідомивши, що це шанс вилікувати його матір, Джіну вирішує ризикнути. Перший бій у підземеллі — проти стража Цербера, який мало не вбиває Джіну кілька разів, перш ніж той нарешті перемагає звіра. Його нагорода — ключ від замку, який охороняв Цербер, а всередині знаходяться інгредієнти, необхідні для створення зілля. Розуміючи, що подальше просування означає смерть, Джіну обіцяє собі повернутися пізніше й завершити завдання. Тим часом Асоціація мисливців розслідує смерть Донсока після того, як дізнається, що бос підземелля був убитий. Молодший брат Донсока, S-ранговий Донсу, звинувачує Джіну та Джін-Хо й клянеться помститися. |                    |                                                    |                            |                    |                                    |                         |
| 8 | 8                  | «Це дратує»                                        | Хірому Ошіро               | Шунсуке Накашіге   | Хірому Ошіро                       | 3 березня 2024          |
| Джіну відвідує свою матір у комі й вирішує продовжувати ставати сильнішим, щоб здобути необхідні інгредієнти для її порятунку. Тому він приймає прохання Джін-Хо допомогти у проходженні підземель для створення гільдії. Щоб виконати вимогу щодо кількості членів групи для C-рангових підземель, Асоціація мисливців залучає до складу групи вижилих після рейду в подвійне підземелля (Джіну, Джу-Хі, Чі-Юля, Кім Саншіка та Кан Чжонхо). Через нестачу мисливців у регіоні групу доповнюють кількома ув’язненими мисливцями, які беруть участь в обмін на скорочення строків ув’язнення. Їхнім наглядачем стає B-ранговий Кан Тхешик. |                    |                                                    |                            |                    |                                    |                         |
| 9 | 9                  | «Ти приховував свої навички»                       | Хіротака Токуда            | Шінґо Іріє         | Хіротака Токуда                    | 10 березня 2024         |
| На трьохсторонньому роздоріжжі група розділяється. Кан використовує цей момент, щоб убити ув’язнених на замовлення батька їхньої жертви. Коли шлях Чжонхо та Саншіка приводить їх до місця злочину, Кан вбиває їх, щоб приховати свої дії. Джіну, Джу-Хі та Чі-Юль повертаються назад і стикаються з Каном. Джіну розкриває свою нову силу й убиває Кана. Вдячний Чі-Юль покриває його. Тієї ж ночі Джу-Хі запитує Джіну, чи він «пам’ятає», піднімаючи маленький камінь есенції. |                    |                                                    |                            |                    |                                    |                         |
| 10 | 10                 | «Що це, пікнік?»                                   | Юя Хоріучі і Такаші Сакума | Йошікадзу Томінага | Kōki Onoue                         | 17 березня 2024         |
| Джу-Хі каже Джіну, що йде у відставку як Мисливиця, і просить його знайти її, якщо він колись опиниться біля її дому. Джин-Хо викуповує права на кілька C-рангових підземель і набирає низькорівневих Мисливців для заповнення вимог, тоді як самі підземелля зачищають лише він і Джіну Ан Санмін, керівник Другої адміністративної команди гільдії «Білий Тигр», звертає увагу на ім’я Сон Джіну й розуміє, що той, ймовірно, пройшов повторне пробудження. Він намагається завербувати Джіну, але безуспішно. Джіну отримує повідомлення — після досягнення потрібного рівня йому відкрито квест на зміну класу. |                    |                                                    |                            |                    |                                    |                         |
| 11 | 11                 | «Лицар, що захищає порожній трон»                  | Такаюкі Кікучі             | Нобору Кімура      | Такаюкі Кікучі                     | 24 березня 2024         |
| Джіну розпочинає квест на зміну класу й телепортується до величезного замку. Пробиваючись через хвилі лицарів, ассасинів і магів (очевидно, копій тих, кого він уже перемагав), він зустрічає Ігріса, Командира Криваво-Червоних Лицарів. Ігріс виявляється не тільки рівним, а й сильнішим за Джіну, який лише дивом зміг його здолати. Відразу після цього квест активується повністю, вивільняючи нескінченні орди монстрів, яких Джіну бачив на шляху до покоїв Ігріса. Тим часом S-рангові мисливці Кореї збираються й вирушають на острів Чеджу — місце, де багато років тому стався прорив S-рангового підземелля. |                    |                                                    |                            |                    |                                    |                         |
| 12 | 12                 | «Повстань»                                         | Шунсуке Накашіге           | Нобору Кімура      | Шунсуке Накашіге                   | 31 березня 2024         |
| Переможений, здавалося б, нескінченною ордою та згадуючи своє минуле, Джіну майже впадає у відчай, але вирішує продовжити бій. Час для його щоденного квесту добігає кінця, і його переносять у зону покарання, де він відновлює сили та готується. Повернувшись до замку, він спочатку знищує орду, за що отримує титул "Повелитель Тіней" і здобуває здатність воскрешати мертвих як свою "тіньову армію". Тим часом S-рангові мисливці роблять жахливе відкриття – S-рангові монстри острова Чеджу почали еволюціонувати й тепер загрожують материковій частині. |                    |                                                    |                            |                    |                                    |                         |

### Сезон 2 (Solo Leveling: Arise from the Shadow)
| № серії (загалом) | № серії (в сезоні) | Назва серії                        | Режисер(и)      | Сценарист(и)       | Режисер(и) анімації            | Оригінальна дата показу |
| --- | ------------------ | ---------------------------------- | --------------- | ------------------ | ------------------------------ | ----------------------- |
| 13 | 1                  | «Ти ж не рангу E, так?»            | Юя Хоріучі      | Шіґеру Муракоші    | Юя Хоріучі                     | 5 січня 2025            |
| Під час зборів опікунів та вчителів для Джін-А, Джіну просять переконати прогульницю Хан Сон-І повернутися до школи, але вона відмовляється кидати життя мисливця. Щоб довести їй протилежне, Джіну домовляється з Санміном про участь у рейді на підземелля рангу C під керівництвом мисливця рангу A Кім Чхоля. Однак підземелля змінюється і затягує мисливців у засніжену пустку. Чхоль кидає слабших мисливців напризволяще, аби битися з босом Барукою, але його група гине. Тим часом Донсу прибуває до Японії, шукаючи помсти за смерть свого брата від рук Джіну та Джін-Хо. |                    |                                    |                 |                    |                                |                         |
| 14 | 2                  | «Я так розумію, ти не в курсі»     | Тацуя Сасакі    | Фука Ішії          | Макото Мута                    | 12 січня 2025           |
| За межами воріт Донсу та Пек Юнхо ледь не сходяться у бійці, але Донсу йде переконаний, що Джіну неминуче загине в підземеллі. Тим часом Чхоль, який втрачає самоконтроль, звинувачує Джіну у смерті своєї групи та нападає на нього, привертаючи увагу Баруки. Барука зауважує що Джіну не здається йому людиною. Джіну використовує свою Тіньову Армію, щоб відволікти військо Баруки, а потім вбиває Чхоля та воскресає його як Залізного, щоб той добив Баруку, дозволяючи групі вибратися. Юнхо ставить Джіну питання щодо загибелі більшої частини групи, але змушений відступити. Цей досвід переконує Сон-І повернутися до школи. |                    |                                    |                 |                    |                                |                         |
| 15 | 3                  | «Ще далеко до кінця»               | Кодзі Фурукува  | Нобору Кімура      | Хірокі Хірано                  | 19 січня 2025           |
| Після десяти років ув’язнення у Воротах Сонг Іль-Хван, батько Джіну, вибирається на волю та опиняється в Японії. Він попереджає Донсу про наближення загрози, але коли той насміхається з його наміру вбити Джіну, Іль-Хван відправляє його до лікарні та тікає з-під варти. Тим часом Джін-Хо отримує ліцензію на створення гільдії та переконує батька дозволити йому керувати корпоративною гільдією, за умови що він переконає Джіну приєднатися. Завдяки своїй новій силі Джіну повертається до підземелля рангу S і здобуває два з трьох матеріалів, необхідних для створення зілля. |                    |                                    |                 |                    |                                |                         |
| 16 | 4                  | «Мені треба припинити прикидатися» | Макіко Хаясе    | Нобору Кімура      | Макіко Хаясе                   | 26 січня 2025           |
| Джіну вирішує пройти повторну оцінку рангу, щоб мати змогу братися за підземелля вищого рівня. Його класифікують як десятого мисливця рангу S у Південній Кореї. Внаслідок цього він отримує пропозиції від різних гільдій та Асоціації мисливців, яка ними керує, але відмовляється від усіх. Готуючись до битви з босом підземелля рангу S, Джіну розглядає можливість продати один зі своїх предметів, щоб купити екіпірування, але усвідомлює, що ця річ занадто потужна для когось, хто офіційно є мисливцем рангу E. Щоб створити прикриття, він записується до шахтарської групи, відправленої на зачистку підземелля рангу A, яке бере під контроль гільдія мисливців. Під час обідньої перерви Джіну замислюється над тим, щоб кинути виклик босу, але його зупиняє мисливиця рангу S Чха Хе-Ін. |                    |                                    |                 |                    |                                |                         |
| 17 | 5                  | «Це те, до чого нас готували»      | Кенто Тойя      | Шіґеру Муракоші    | Кенто Тойя                     | 2 лютого 2025           |
| На прохання Хе-Ін Джіну йде. Вона зауважує, що, на відміну від інших мисливців, він приємно пахне для неї, що викликає її зацікавлення. Джіну запрошують допомогти шахтарській групі в іншому підземеллі, де він також погоджується стати носієм для експедиційної групи та непомітно допомагає їм у бою. Однак ворота зачиняються, і група опиняється перед босом підземелля — велетенським орком Каргалганом. |                    |                                    |                 |                    |                                |                         |
| 18 | 6                  | «Не недооцінюйте моїх людей»       | Такаюкі Кікучі  | Фука Ішії          | Такаюкі Кікучі                 | 9 лютого 2025           |
| Каргалган ледь не вбиває лідера групи, змушуючи Джіну розкрити себе. Джіну вбиває боса та воскресає його як Таска, тоді як Асоціація мисливців змушує групу зберігати це в таємниці. Джін-Хо просить Джіну приєднатися до корпоративної гільдії. Тим часом відомий актор Лі Мінсун пробуджує сили мисливця, викликавши великий ажіотаж. |                    |                                    |                 |                    |                                |                         |
| 19 | 7                  | «Десятий мисливець рангу S»        | Хірому Ошіро    | Йошікадзу Томінага | Хірому Ошіро                   | 16 лютого 2025          |
| Лі Мінсун стає центром уваги на пресконференції під час його оцінки рангу в Асоціації мисливців. У той же час Джіну прибуває на свою переоцінку, затьмарюючи Мінсуна. Пек Юнхо та Чхве Чонг-Ін намагаються завербувати Джіну після того, як він офіційно отримує статус десятого мисливця рангу S у Південній Кореї. Використовуючи свій новий статус, Джіну продає предмети, щоб купити екіпірування для підземелля рангу S. Він відправляє свою тіньову армію на битву з істотами підземелля, а сам змушений особисто битися з чотирма лицарями, подібними до Ігріса. Тим часом батько Джін-Хо захворює через магічне випромінювання, а в Південній Кореї з’являється літаюча мураха. |                    |                                    |                 |                    |                                |                         |
| 20 | 8                  | «Дивитися вгору було виснажливо»   | Тацуя Сасакі    | Нобору Кімура      | Юка Курода і Йошіхіро Канно    | 23 лютого 2025          |
| У пошуках останнього інгредієнта для Еліксиру Життя Джіну продовжує завоювання Демонічного Замку. Там він знайомиться з демоном-аристократкою Есіль, яка супроводжує його до фінального поверху. На останньому поверсі Джіну б'ється з Демонічним Королем Бараном, що верхи на величезному білому драконі. Джіну ледве вдається перемогти Барана. Тим часом Асоціація мисливців Кореї об’єднується з японськими колегами, щоб спланувати четверту операцію на острові Чеджу для боротьби зі швидко еволюціонуючими літаючими мурахами. |                    |                                    |                 |                    |                                |                         |
| 21 | 9                  | «Це було того варте»               | Юя Хоріучі      | Шіґеру Муракоші    | Юя Хоріучі                     | 2 березня 2025          |
| Після завершення завоювання «Демонічного Замку» та отримання «Божественної Води Життя» Джіну прямує до палати своєї матері й нарешті отримує справжню нагороду — виліковує її від хвороби. Однак його не покидає страх, що він ступив на територію, куди не повинен був заходити. Тим часом Джіну прагне взяти участь у рейді зі звільнення острова Чеджу. Це золота можливість для нього підвищити рівень, але перед очима постають лише образи його матері та сестри. |                    |                                    |                 |                    |                                |                         |
| 22 | 10                 | «Нам потрібен герой»               | Хіротака Токуда | Фука Ішії          | Хіротака Токуда                | 9 березня 2025          |
| Японські S-рангові мисливці перемагають у двобої, хоча Джіну змушений втрутитися, щоб захистити Хе-Ін. Майстер гільдії Гото Рюджі викликає Джіну на дуель, але її переривають, коли бій виходить з-під контролю. Джіну знову відмовляється приєднатися до операції, проте ховає своїх солдатів у тінях мисливців. Спочатку все йде за планом, аж раптом істота починає масово винищувати японських S-рангових мисливців. |                    |                                    |                 |                    |                                |                         |
| 23 | 11                 | «Стає ще напруженіше»              | Кенто Тойя      | Йошікадзу Томінага | Кенто Тойя                     | 16 березня 2025         |
| Корейські S-рангові мисливці успішно вбивають Королеву Мурах, але дізнаються, що вона народила надпотужного Короля Мурах, який починає нищити їхні ряди, важко поранивши Хе-Ін і кількох інших. Гото вступає в бій із Королем Мурах, тоді як орда мурах атакує мисливців. Усвідомлюючи небезпеку, Джіну активує своїх Тіньових Солдатів і міняється місцями з одним із них, щоб приєднатися до битви. |                    |                                    |                 |                    |                                |                         |
| 24 | 12                 | «Ти - Король людей?»               | Рютаро Сузукі   | Нобору Кімура      | Рютаро Сузукі і Йошіхіро Канно | 23 березня 2025         |
| Прибувши на Чеджу, Джіну рятує корейських мисливців і лікує їхні рани, але стан Хе-Ін занадто тяжкий. Тим часом сигнал трансляції відновлюється саме в момент, коли Джіну вступає в бій із Королем Мурах. Суперники рівні, поки Джіну не еволюціонує навичку Смертельний удар, що дозволяє йому завдати серію швидких атак. Поранений Король намагається втекти, але Джіну добиває його, після чого мурахи розбігаються. Однак навіть Еліксир Життя не допомагає врятувати Хе-Ін. |                    |                                    |                 |                    |                                |                         |
| 25 | 13                 | «Переходимо до наступної мети»     | Буде визначено  | Буде визначено     | Буде оголошено                 | 30 березня 2025         |

## Реліз у Медіа

### Японія
| том.    | том.    | Епізоди          | Дата випуску      | Примітки |         |         |
| 1 сезон | 1 сезон | 1 сезон          | 1 сезон           | 1 сезон  | 1 сезон | 1 сезон |
| ------- | ------- | ---------------- | ----------------- | -------- | ------- | ------- |
|         | 1       | 1–3              | 27 березня 2024 р | [ 17 ]   |         |         |
| 2       | 4–6     | 24 квітня 2024 р | [ 18 ]            |          |         |         |
| 3       | 7–9     | 29 травня 2024 р | [ 19 ]            |          |         |         |
| 4       | 10–12   | 26 червня 2024 р | [ 20 ]            |          |         |         |
| 2 сезон |         |                  |                   |          |         |         |
|         | 1       | 13–18            | 23 квітня 2025 р  | [ 21 ]   |         |         |
| 2       | 19–25   | 25 червня 2025 р | [ 12 ]            |          |         |         |